# I fucilieri del Bengala
I fucilieri del Bengala (Bengal Brigade) è un film del 1954 diretto da László Benedek.
È un film d'avventura statunitense ambientato nel nord est dell'India britannica. Vede come interpreti Rock Hudson, Arlene Dahl e Ursula Thiess. È basato sul romanzo del 1952 Bengal Tigers di Hall Hunter.

## Trama
India britannica, 1856. Un ufficiale britannico, il capitano Jeffrey Claybourne, viene destituito dal comandante del suo reggimento, con l'accusa di aver disobbedito agli ordini. Rompe il fidanzamento con Vivian, la figlia del colonnello Morrow; tuttavia resta in India per dedicarsi alla caccia alla tigre.

Nel frattempo, nella popolazione crescono sentimenti di ribellione contro il potere coloniale inglese. Anche il Rajah locale fomenta i sepoys dell'Esercito del Bengala, approfittando della distribuzione del nuovo moschetto Enfield, le cui cartucce sono considerate “impure” dagli indiani.
Dopo varie avventurose vicende, si ritrova di fronte al plotone di esecuzione dei ribelli del Rajah.  Riesce tuttavia a salvarsi grazie ai sepoys rimasti ancora a lui fedeli.

## Produzione
Il film, diretto da Laslo Benedek su una sceneggiatura di Richard Alan Simmons e Seton I. Miller con il soggetto di Hall Hunter (autore del romanzo), fu prodotto da Ted Richmond per la Universal International Pictures e girato negli Universal Studios a Universal City e nell'Iverson Ranch in California. I titoli di lavorazione furono Bengal Rifles e Bengal Tiger. Inizialmente erano stati scelti come regista e come protagonista Rudolph Maté e Tyrone Power, rispettivamente. Power rinunciò per i troppi impegni di lavoro.

## Distribuzione
Il film fu distribuito con il titolo Bengal Brigade negli Stati Uniti dal 6 novembre 1954 al cinema dalla Universal Pictures.
Altre distribuzioni:
- in Finlandia il 11 febbraio 1955 (Bengalin urhot)
- in Belgio il 4 marzo 1955
- in Germania Ovest il 11 marzo 1955 (Gewehre für Bengali)
- in Svezia il 14 marzo 1955 (Bengalen i uppror)
- in Austria nell'aprile del 1955 (Gewehre für Bengali)
- in Francia il 22 aprile 1955 (La révolte des cipayes)
- in Danimarca il 31 maggio 1955 (Forpost i Indien)
- in Portogallo il 31 maggio 1955 (Revolta em Bengala)
- in Turchia nel giugno del 1957 (Bengal kahramanlari)
- in Giappone nel settembre del 1957
- nel Regno Unito (Bengal Rifles)
- in Cile (Fusileros de Bengala)
- in Grecia (I taxiarhia tis Vengalis)
- in Belgio (Opstand in de Bengalen e Révolte au Bengale)
- in Spagna (Rifles de Bengala)
- in Brasile (Rifles para Bengala)
- in Italia (I fucilieri del Bengala)

## Critica
Secondo il Morandini "quest'India dell'Ottocento è una svendita ritardata". Secondo Leonard Maltin è " un film in costume di scarsa qualità" in cui non si comprenderebbe il motivo per il quale sia stato scritturato Hudson.